# Мультикультурализм

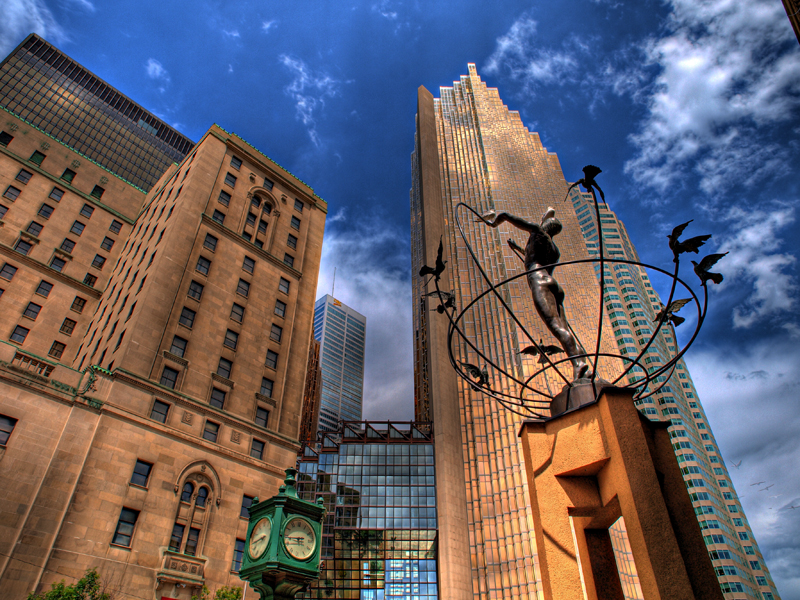
Монумент мультикультурализму Франциско Пирелли в Торонто (Канада). Четыре идентичных скульптуры находятся в Баффало (ЮАР); Чанчунь (Китай); Сараево (Босния и Герцеговина) и Сиднее (Австралия)

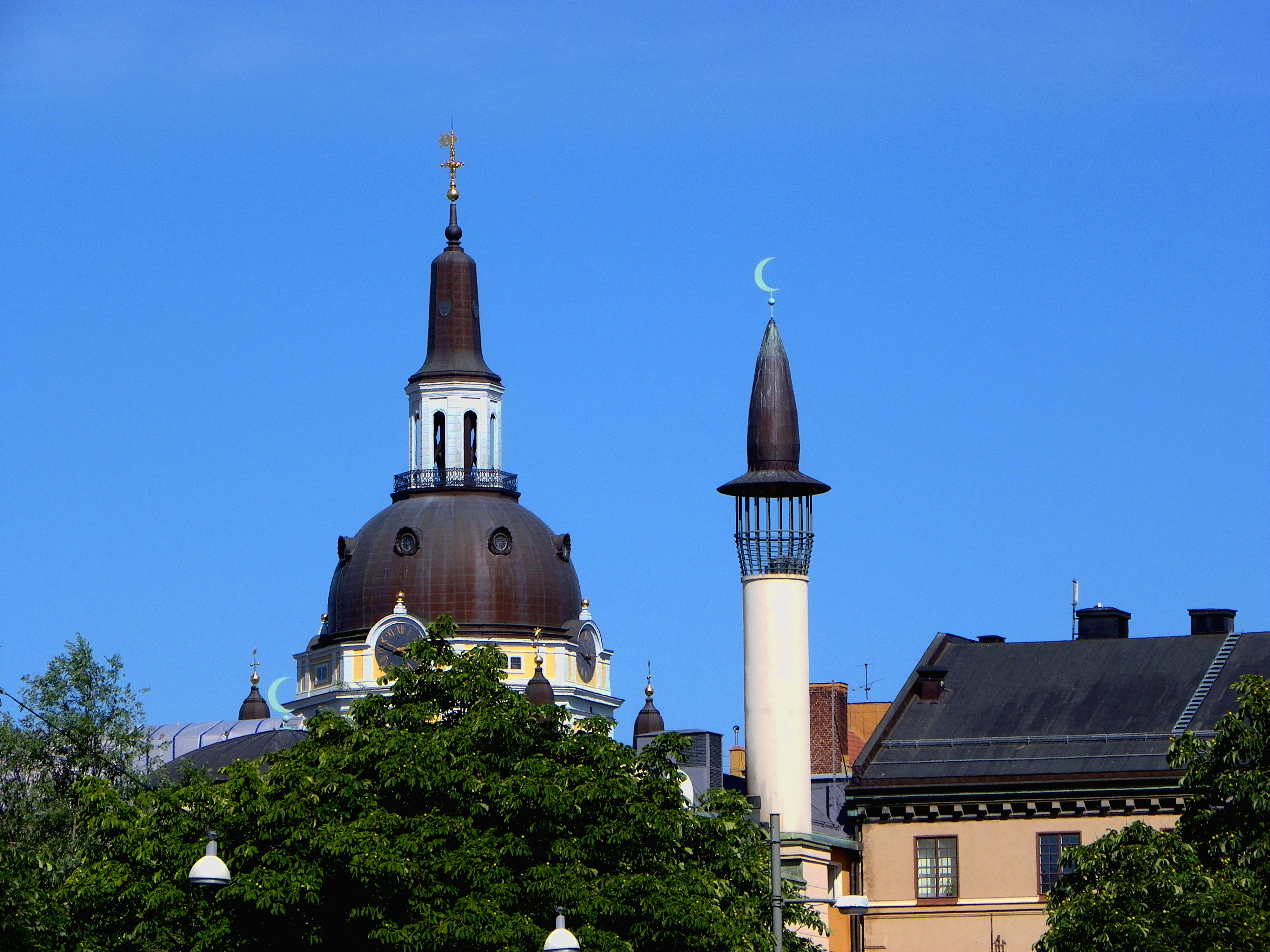
Церковь и минарет в Стокгольме

Мультикультурали́зм — политика, направленная на сохранение и развитие в отдельно взятой стране и в мире в целом культурных различий, и обосновывающая такую политику теория или идеология.
Мультикультурализм противопоставляется концепции «плавильного котла», где предполагается слияние всех культур в одну. В качестве примеров можно привести Канаду, где культивируется подход к различным культурам как частям одной мозаики, и США, где традиционно провозглашалась концепция «плавильного котла», но в настоящее время более политкорректной признана концепция «салатницы».
Мультикультурализм — один из аспектов толерантности и терпимости, заключающийся в требовании параллельного существования культур в целях их взаимного проникновения, обогащения и развития в общечеловеческом русле массовой культуры. Идея мультикультурализма выдвигается главным образом в экономически развитых странах Запада, где наблюдается значительный приток иммигрантов. В современной Европе мультикультурализм предполагает прежде всего включение в её культурное поле элементов культур иммигрантов из стран «третьего мира».

## Критика

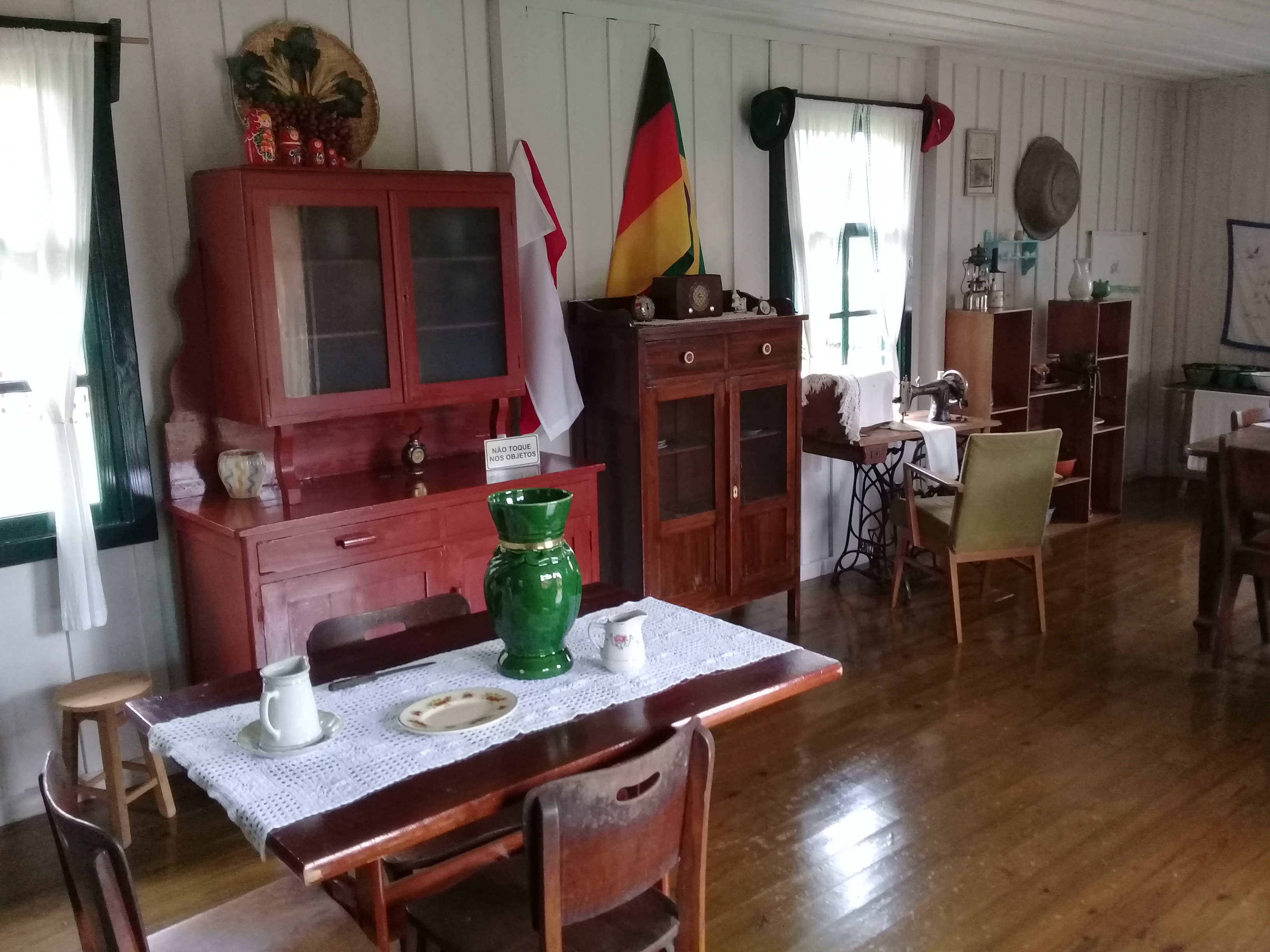
Дом с элементами материальной культуры выходцев из разных стран, включая русских и немцев, в Карамбеи, (Южный регион Бразилии)

Критики мультикультурализма утверждают, что в итоге получается полное разрушение многовековых культурных устоев, развитых культурных традиций, так как подобное смешение в лучшем случае ведёт к эклектическому усреднению. По их мнению, мигранты имеют более низкий уровень развития, который повышается, а целевая страна имеет более высокий уровень развития, который падает.
В 2010-е годы ряд лидеров европейских стран, придерживающихся правых, правоцентристских и консервативных взглядов (А. Меркель, Д. Кэмерон, Н. Саркози), заявляли, что считают политику мультикультурализма в своих странах провалившейся.
Поскольку мультикультурализм защищает групповые интересы и ценности, то он может подвергаться критике и со стороны классического либерализма, который ставит на первое место индивидуальные свободы и права.
Критики мультикультурализма могут стоять на позиции культурно-социальной интеграции различных этнических и культурных групп в соответствии с существующими законами и ценностями страны. Помимо этого, критики могут настаивать на ассимиляции различных этнических и культурных групп, приводящей в итоге к единой национальной идентичности.

### Россия
Там же, на Ярославском форуме, выступил с докладом председатель Конституционного Суда РФ Валерий Зорькин. Он рассказал о кризисе теории национального государства и об альтернативной концепции национально-государственной интеграции различных этноконфессиональных групп, получившей название мультикультурализма, а также о её провале.

### Канада
Около 20 % сегодняшних граждан Канады родились за пределами страны. Недавние иммигранты в основном сосредоточены в Ванкувере, Монреале и Торонто. Мультикультурное наследие канадцев было официально признано в Конституционном акте 1982 года премьер-министром Пьером Эллиотом Трюдо, вместе с введением Канадской хартии прав и свобод, в которую включена статья 27, утверждающая, что «Хартия должна толковаться в соответствии с сохранением и укреплением мультикультурного наследия канадцев».

#### Критика из Квебека
Многие квебекцы[кто?], несмотря на официальную национальную политику двуязычия, считают, что мультикультурализм угрожает их национальной идентичности. Квебек имеет тенденцию к поощрению межкультурных связей, приветствуя людей любого происхождения, настаивая при этом, что они интегрируются во франкоязычную культуру большей части Квебека. В 2008 году, в ходе консультации Комиссии по проживанию, обсуждающей культурные различия, которую возглавляли социолог Жерар Бушар и философ Чарльз Тейлор, было признано, что Квебек является де-факто плюралистическим обществом, но канадская модель мультикультурализма «не очень хорошо проявляется в условиях Квебека». Комиссарами комиссии были названы четыре причины против мультикультурализма в квебекском обществе: а) беспокойство по поводу языка не является важным фактором в английской Канаде; б) не было найдено фактов отсутствия безопасности меньшинств; в) в Канаде больше не существует этнической группы большинства (гражданами британского происхождения являются 34 % населения Канады, тогда как гражданами франкоканадского происхождения являются 79 % населения Квебека); г) наименее всего заботятся о сохранении основ культурных традиций в английской Канаде. Интеркультурализм, признают комиссары, «стремится примирить этнокультурное многообразие с целостностью франкоязычного ядра и сохранения социальной связи».

### Германия
В октябре 2010 года, на встрече с молодыми членами Христианско-демократического союза (ХДС) в Потсдаме, под Берлином, канцлер Германии Ангела Меркель заявила, что попытки построить мультикультурное общество в Германии «полностью провалились». Меркель сказала: «Концепция, по которой мы в настоящее время живём бок о бок и счастливы этим фактом, не работает». Она также заявила, что иммигранты должны интегрироваться, принимать культуру Германии и её ценности. Это способствовало росту дебатов в Германии по поводу иммиграции, что отразилось на Германии и степени, по которой мусульманские иммигранты должны интегрироваться в немецкое общество.

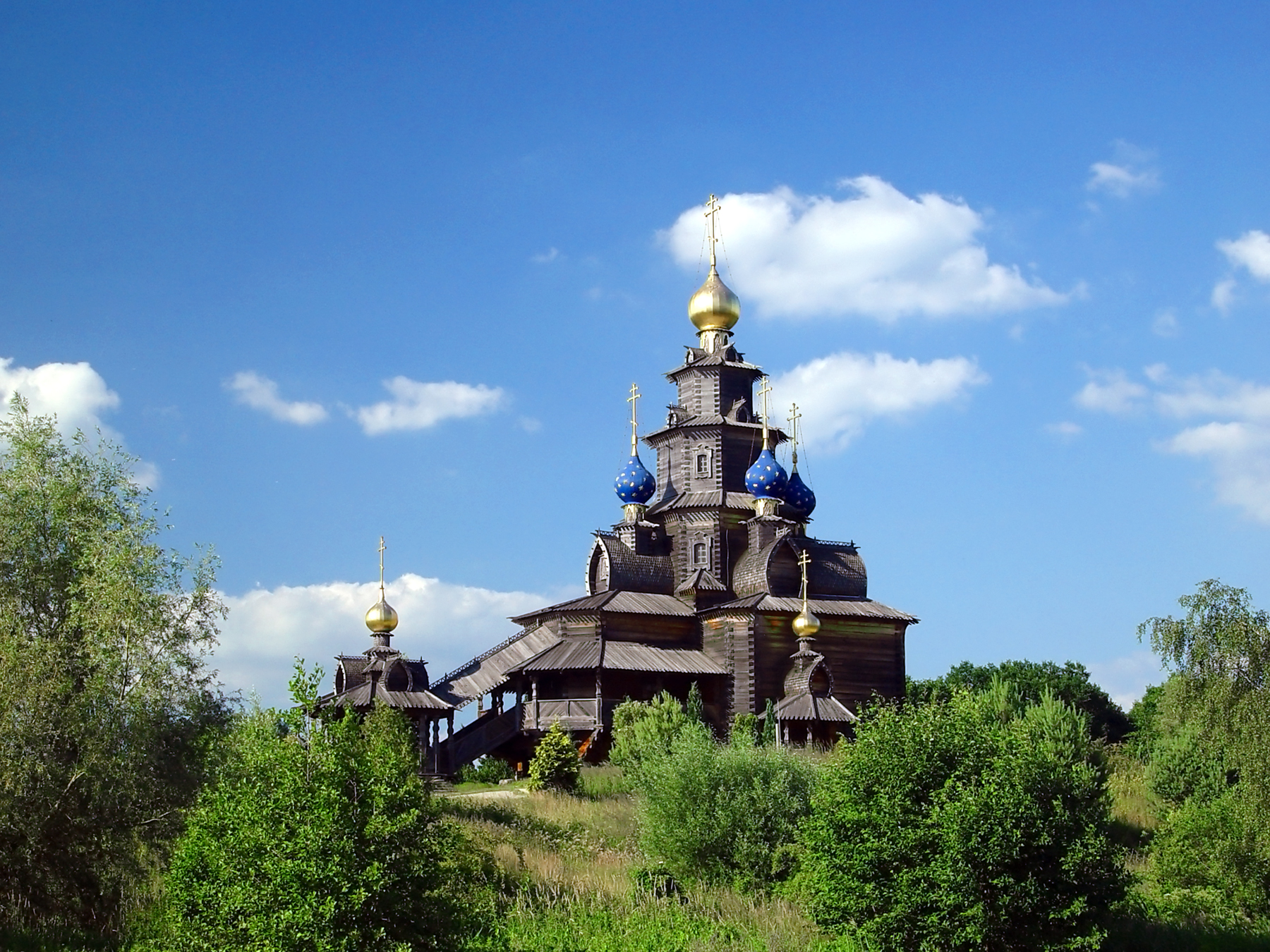
Русский православный храм Святителя Николая в Гифхорне

Широкий общественный резонанс получило интервью журналу «Lettre International» 30 сентября 2009 года члена совета директоров Немецкого федерального банка и члена Социал-демократической партии Германии Тило Саррацина, который заявил, что значительная часть арабских и турецких иммигрантов совершенно не готово и даже не хочет интегрироваться в немецкое общество. Саррацин заявил: «Интеграция есть задача того, кто интегрируется. Я не обязан терпеть того, кто ничего для этого не делает. Я вообще не обязан кого-то терпеть, кто живёт на средства государства, отрицает это государство, не заботится об образовании своих детей и постоянно производит на свет маленьких „девочек-в-платках“» .
Им же введено в общественную дискуссию понятие «Leitkultur» (ставшее широко известным после выступления А. Меркель на съезде ХДС в 2010 году), означающее «доминирующую культуру» государства, которую обязаны уважать все его жители.
Наиболее резонансной стала книга Тило Саррацина «Германия. Самоликвидация», выпущенная в 2010 году в Германии и переиздававшаяся 14 раз только за 2010 год (на русском языке доступна рецензия известного российского культуролога Леонида Ионина). В книге автор не только выступил с резким аргументированным осуждением проводимой политики мультикультурализма, но и подкрепил свои заявления ранее недоступными общественности статистическими данными.
Так, стали известны результаты социологического исследования, проведённого по заказу германского правительства среди мигрантов. Выяснилось, например, что каждый четвёртый турок в Германии не знает немецкого, а каждый второй практически не общается с немцами. Почти 67 процентов поляков и 60 процентов греков, живущих в Германии, имеют законченное среднее образование. Среди итальянцев и иммигрантов из бывшей Югославии этот показатель составляет около 44—45 процентов. Среди турок — лишь 41 процент. Количество турок, живущих на социальное пособие, составляет в их группе до 15 процентов, тогда как среди греков таких лишь 7,5 процентов.
По данным министра внутренних дел Германии Томаса де Мезьера, от 10 до 15 процентов мигрантов в Германии открыто отказываются интегрироваться в немецкое общество.
В результате исследования Института криминологии (KFN) Нижней Саксонии выяснилось, что верующая мусульманская молодёжь в Германии отличается наибольшей склонностью к преступлениям и насилию. В группе «верующих» мусульман почти каждый четвёртый (23,5 процента) прибегал хотя бы раз к насилию против сверстников или же совершал кражи. Среди мусульманских подростков, идентифицировавших себя как «нерелигиозные», доля правонарушителей была заметно ниже — только 19,6 процентов.
В своей книге Саррацин так же открыто пишет и о том, что по своему интеллектуальному уровню иммигранты из стран Северной Африки и Ближнего Востока уступают немцам и/или имеют «генетические нарушения» из-за практики близкородственных браков (таковых в Турции, по его данным, более 20 процентов). Таким образом, мусульманские иммигранты из-за своего интеллектуального и профессионального уровня лишь наносят ущерб экономике и обществу Германии, а их продолжающая иммиграция приведёт к тому, «что Германия окончательно поглупеет».
По его мнению, интеллект на 80 процентов зависит от генетических данных, и лишь на 20 процентов — от образования и воспитания.
Большой интерес вызывает факт поддержки этих заявлений экспертом по вопросам внутренней политики берлинского отделения ХДС Петером Траппом (который призвал ввести тест на IQ (интеллект) для всех мигрантов), так как если ранее подобные мысли и заявления могли означать конец политической карьеры, то сегодня они вызывают активную дискуссию.

### Япония
Японское общество с его идеологией однородности традиционно отвергает любые попытки признать необходимость этнической дифференциации в Японии. Такие требования были отвергнуты даже в отношении таких этнических меньшинств, как айны. Бывший премьер-министр Японии Таро Асо назвал Японию государством «одной расы».
В 2005 году Дуду Дьен, специальный докладчик Комиссии ООН по правам человека, в своём докладе выразил озабоченность по поводу расизма в Японии и заявил, что правительству необходимо признать глубину проблемы. За девять дней расследования Дьен пришёл к выводу, что расовая дискриминация и ксенофобия в Японии в первую очередь влияет на три группы: национальные меньшинства, латиноамериканцы японского происхождения, в основном, японские бразильцы, и иностранцы из других азиатских стран. Например, по данным УВКБ ООН, в 1999 году Япония приняла только 16 беженцев для переселения, в то время как США приняли 85 010, а Новая Зеландия, в которой живёт гораздо меньше людей, чем в Японии, — 1140. В период с 1981 года, когда Япония ратифицировала Конвенцию ООН о статусе беженцев, по 2002 год Япония признала беженцами только 305 человек.